# Cirrospilus isonoi
Cirrospilus isonoi är en stekelart som beskrevs av Kamijo 1987. Cirrospilus isonoi ingår i släktet Cirrospilus och familjen finglanssteklar. Inga underarter finns listade i Catalogue of Life.